# A. Van Cauwelaert (tramhalte)
A. Van Cauwelaert is een tramhalte die deel uitmaakt van het Antwerpse tramnetwerk. De halte ligt in de Blancefloerlaan op de Linkeroever aan de rand van het centrum. In september 1990 werd de halte in gebruik genomen nadat de Brabotunnel onder de Schelde, die de lijn met het centrum van Antwerpen verbindt, klaar was voor gebruik. De halte is vernoemd naar de nabijgelegen straat August Van Cauwelaertlaan die op zijn beurt naar August Van Cauwelaert, een voormalige dichter, advocaat en rechter, genoemd is. Sinds 2017 kan de reiziger er vier lijnen nemen: namelijk , ,  en .